# Мерчандайзинг
Мерчанда́йзинг (от англ. merchandising) — часть процесса маркетинга, определяющая методику продажи товара в магазине.
Мерчандайзинг призван определять набор продаваемых в розничном магазине товаров, способы выкладки товаров, снабжение их рекламными материалами, цены. Понятие мерчандайзинга неприменимо к продажам вообще (услуг, оптовым продажам, розничным продажам через интернет-магазин).
Мерчандайзинг — способ выкладки товаров на полке с целью максимизации продаж.
Мерчандайзинг — вид деятельности, направленный на продвижение товаров и торговых марок на региональном рынке, используемый крупными предприятиями розничной торговли (супермаркетами, гипермаркетами), причиной возникновения которого послужила нехватка квалифицированных продавцов.
Основными требованиями для применения являются:
- предприятие должно всегда иметь в наличии полный ассортимент товара;
- необходимо специальное оформление: организация торговых залов, включая специальные холодильные установки, стеллажи, витрины с подогревом и т. д.; расстановка оборудования по залу, звуковая атмосфера торгового зала, окраска стен, освещение;
- внутри предприятия должны быть созданы небольшие торговые точки, как правило, с более дорогими и качественными товарами;
- выкладка товаров должна осуществляться таким образом, чтобы заставить потребителя как можно дольше ходить по торговым залам предприятия, практически не прибегая к помощи продавцов.

Выкладка товаров является одним из основных элементов системы мерчандайзинга. Очень часто внедрение мерчандайзинга начинают именно с контроля и анализа выкладки товара.
В связи с этим можно выделить пять основных инструментов мерчандайзинга:
- место размещения и площадь выкладки товаров в рамках продуктовой линейки;
- место размещения и площадь выкладки продуктовой линейки;
- планировка торгового зала;
- спецвыкладки;
- использование рекламных материалов[3].

Мерчандайзинг продукции так же важен, как разработка бренда товара, наружная реклама и проведение рекламных акций. По этой причине в настоящее время появляются мерчандайзинговые агентства, предоставляющие услуги розничным продавцам.
На российский рынок идеи категорийного мерчандайзинга были занесены мультинациональными корпорациями: Кока-кола, Пепси-кола, Филип Моррис и другими.
Практика визуального мерчандайзинга была внедрена в России в конце 1990-х годов брендами модной одежды и обуви, представленными в России в то время четырьмя крупными компаниями: Crocus Group, Mercury, Боско, Jamilco.

## Эволюция мерчандайзинга
Первоначальная инициатива по внедрению идей мерчандайзинга исходила от наиболее организованных розничных торговцев, которыми являлись сети супермаркетов. Среди ассортимента каждой товарной группы можно достаточно чётко выделить марки и упаковки, которые завоевали наибольшую популярность среди потребителей, и торговля которыми приносит основную прибыль владельцу магазина. В их продвижении и заинтересованы розничные торговцы. Облегчив поиск и выбор необходимого товара, превратив процесс выбора и покупки в увлекательное занятие и, таким образом, расширив время пребывания покупателя в торговом зале, можно получить дополнительный эффект. Также для стимулирования сбыта мерчандайзинг стал использоваться и производителями, поставщиками товаров.
В результате своей эволюции, мерчандайзинг стал ещё и инструментом, дающим ощутимые конкурентные преимущества. Статистика свидетельствует, что покупатели оставляют на 13 % больше денег в тех магазинах, где мерчандайзинг продукции безупречен.

## Мерчандайзинг в розничной сети
Раньше мерчандайзингом занимались исключительно сотрудники магазина. Но многие магазины нашли существенную экономию, требуя, чтобы это делал производитель, продавец или оптовик, который поставляет товары в розничный магазин. В Великобритании существует ряд организаций, которые предоставляют услуги мерчандайзинга для поддержки торговых точек с общим пополнением запасов и поддержкой мерчандайзинга в новых магазинах. Благодаря этому розничные магазины смогли существенно сократить количество сотрудников.
В то время как складирование полок часто производится, при доставке продукта, эта деятельность всё больше и больше отделяется от процесса поставки. Например, в продуктовых магазинах почти все товары, доставленные непосредственно в магазин от производителя или оптовика, будут храниться у сотрудника производителя / оптовика, который работает на полную ставку. К категории продуктов, где это распространено, относятся напитки (все виды, алкогольные и безалкогольные), фасованные хлебобулочные изделия (хлеб и выпечка), журналы и книги, а также товары для здоровья и красоты. Для крупных производителей продуктов питания в индустрии напитков и хлебобулочных изделий мерчандайзеры часто являются самой большой группой сотрудников в компании. Для национальных брендовых производителей товаров, таких как The Coca-Cola Company и PepsiCo, количество мерчандайзеров исчисляются тысячами.

## Лицензирование
В маркетинге одним из определений мерчандайзинга является практика, в которой бренд или имидж одного продукта или услуги используется для продажи другого. Торговые марки брендов, логотипы или изображения персонажей выдаются по лицензии производителям таких товаров, как игрушки или одежда, которые затем производят товары с изображением лицензии или украшают их, надеясь, что они будут продаваться лучше, чем тот же товар без логотипа. Для владельцев рассматриваемой ИС (интеллектуальной собственности) мерчандайзинг является очень популярным источником дохода из-за низкой стоимости разрешения третьей стороне производить товары, пока владельцы ИС собирают плату за мерчандайзинг.

## Визуальный мерчандайзинг
Визуальный мерчандайзинг (visual merchandising ) — вся презентационная деятельность, обусловленная особенностями зрительного восприятия потребителей.
В начале XXI века визуальный мерчандайзинг имел лишь прикладное значение, научное формирование  визуального мерчандайзинга  началось лишь после 2005 года с ряда научных статей и исследований в данной области.

К настоящему времени можно выделить четыре основных составляющих визуального мерчандайзинга, определяющих его научную сущность: теория дизайна, психология, психофизика, экономика.
С точки зрения теории дизайна визуальный мерчандайзинг позволяет осуществлять художественно-образное моделирование предметного мира.
Обоснование психологии визуального мерчандайзинга строится на общенаучных принципах обоснования предмета научного исследования, и содержит:         
- выделение основных свойств психологии визуальной презентации;
- описание наиболее значимых с теоретической и практической точек зрения черт выделенных свойств;
- определение параметров совокупности данных свойств, определяющей психологию визуального мерчандайзинга.

Визуальный мерчандайзинг опирается на два важнейших понятия, относящихся к сфере психофизики человека — восприятие и внимание. Важность учёта особенностей внимания и восприятия при создании визуальной презентации определяется тем, что посредством визуальной презентации потребителю сообщается информация о товаре, которую он может получить, опираясь на собственные психофизиологические возможности.
С позиций экономики визуальный мерчандайзинг может являться частью маркетинговой и рекламной стратегии компании, так как направлен на регулирование покупательских потоков и создание маршрутов движения потребителей. А также при разработке стратегии визуального мерчандайзинга во многих случаях может ставиться задача продвижения отдельных марок.
Впервые научные аспекты визуального мерчандайзинга в контексте экономики раскрыты в диссертации Сягловой Ю.. Визуальный мерчандайзинг с позиций дизайна среды впервые стал рассматривать Галун Д. в ряде статей по этой теме. Как интегральная система визуальный мерчендайзинг рассмотрен в книге «Визуальный мерчандайзинг. Не только бизнес».